# 최정원 (아나운서)
최정원은 대한민국의 CBS 아나운서이다.

## 경력
- 1995년 3월 :  CBS 아나운서

## 진행

### 과거 라디오
- CBS 표준FM CBS 아침종합뉴스 진행
- CBS 표준FM CBS 저녁종합뉴스 진행
- CBS 표준FM CCM 캠프 진행
- CBS 표준FM 시사자키 주말 진행
- CBS 표준FM 맛있는 교회사 이야기 진행
- CBS 표준FM 웰빙 다이어리 진행
- CBS 음악FM 아름다운 당신에게 진행
- CBS 음악FM 최정원의 Amazing grace 진행